# Пам'ятник аскарі (Дар-ес-Салам)
Па́м'ятник аска́рі (суах. Sanamu ya Askari, англ. Askari Monument) — пам'ятник-меморіал у середмісті столиці Танзанії місті Дар-ес-Саламі, присвячений воякам-аскарі, що боролись у складі британських колоніальних військ під час Першої світової війни; історико-архітектурна пам'ятка й популярна туристична атракція танзанійської столиці. 
Розташований у самому центрі Даре-ес-Салама, власне позначаючи його — на розі бульвару Самора (Samora Avenue) та вулиці Мактаба (Maktaba Street). 

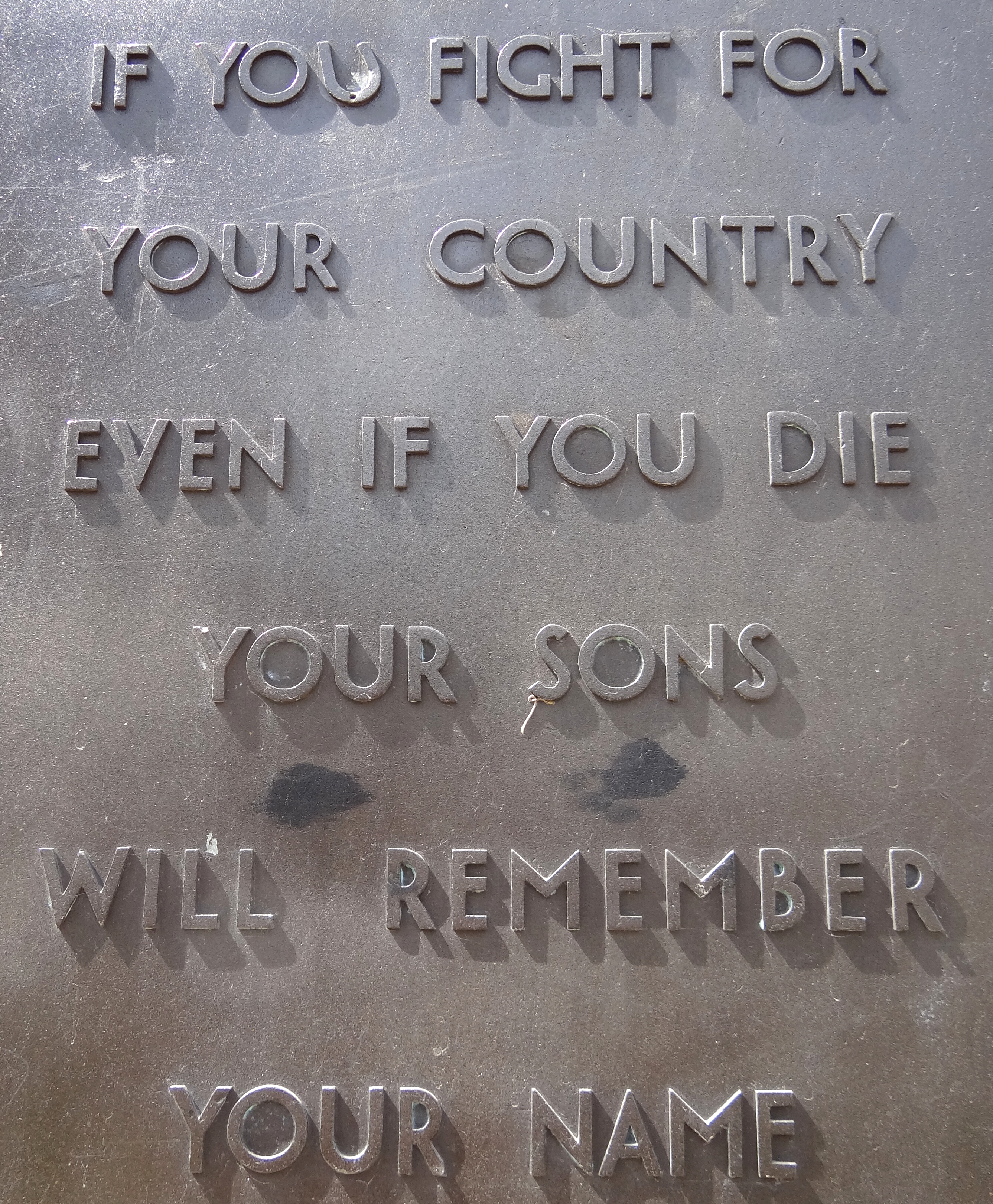
Англомовний надпис на дар-ес-саламському пам'ятникові вояку-аскарі

Пам'ятник був встановлений у 1927 році. Він зображує озброєного бронзового солдата-аскарі Першої світової війни, що вказує своїм багнетом на гавань. Таким чином монумент пошановує роль, яку відіграли африканські війська під час військового конфлікту, що тривав у період 1914-18 років. 
Авторство надпису, викарбуваного на постаменті одночасно англійською та суахілі (латинкою і в'яззю), належить Редьярду Кіплінгу. Він стверджує:
Дар-ес-Саламський монумент Аскарі належить до групи з 3-х подібних пам'ятників, зведених одного й того ж року в різних частинах тодішньої Британської Східної Африки, решта 2 — у кенійських Момбасі і Найробі.